# Kamianka
Pronunciação
Kamianka ( em ucraniano:  Кам'янка; em russo:  Камeнка) é uma cidade no Oblast de Tcherkássi da Ucrânia. Ela serve como centro administrativo do Raion de Kamianka.
É uma cidade rural, a aproximadamente trezentos quilômetros a sudeste de Kiev, e localizada às margens do rio Tiasmin. 
Kamianka é conhecido como uma colônia do artistas, na qual trabalhou o príncipe Grigori Potemkin, o poeta nacional russo Alexander Pushkin, o compositor Piotr Ilitch Tchaikovski, pensadores livres e heróis das guerras napoleônicas. Kamianka também foi um dos principais centros da Sociedade do Sul dos Dezembristas. Kamianka possui um museu histórico-cultural ao ar livre, com construções, coleções, parques e monumentos protegidos. 